# Audiencia pública
Audiencia pública és una pel·lícula espanyola dramàtica del 1946 dirigida per Florián Rey i protagonitzada per Alfredo Mayo i Paola Barbara. El disseny de producció es de Francisco Canet.

## Argument
En una ciutat d'un país indeterminat nord d'Europa s'està celebrant un judici per a dirimir la custòdia d'un infant entre la seva mare adoptiva, Mary Holbein, membre de l'altra societat que ha intentat diversos tractaments de fertilitat per ser mare, i la biològica, Ellen Fontany, una infermera humil que treballa a un hospital. Tres anys abans, Ellen va deixar el nen, fruit de la seva relació amb Raoul, en un centre de beneficència. El nen és adoptat per Mary. El retorn de Raoul disposat a fer-se càrrec del nen fa que s'inicii el procés judicial.

## Repartiment
- Fernando Aguirre
- Matilde Artero
- Paola Barbara - Mary Holbein
- Anita Bass
- Raúl Cancio
- Francisco Delgado Tena
- Mary Delgado - Ellen
- Ramón Giner
- José María Lado
- Regina Ley
- Ramón Martori
- Alfredo Mayo - Raoul Pitoir
- José Nieto
- Alicia Palacios
- Nicolás D. Perchicot
- José Prada
- Santiago Rivero
- Porfiria Sanchíz
- Mary Santpere
- Lolita Valcárcel
- Aníbal Vela
- Juan Vázquez

## Bibliografis
- Labanyi, Jo & Pavlović, Tatjana. A Companion to Spanish Cinema. John Wiley & Sons, 2012.